# Welington
Pour les articles ayant des titres homophones, voir Wellington (homonymie).
Welington Damascena Santos dit Welington, né le 19 février 2001 à São Paulo au Brésil, est un footballeur brésilien qui évolue au poste d'arrière gauche au Southampton FC.

## Biographie

### São Paulo FC
Né à São Paulo au Brésil, Welington est formé par l'un des clubs de sa ville natale, le São Paulo FC, qu'il rejoint à l'âge de treize ans. Il fait toutes ses classes dans ce club, remportant plusieurs trophées avec les différentes équipes de jeunes et s'imposant comme une valeur sur et l'un des joueurs les plus prometteurs,.
Il joue son premier match en équipe première le 8 mars 2020, lors d'une rencontre de Campeonato Paulista face au Botafogo SP. Il entre en jeu à la place de Éverton et son équipe s'incline par un but à zéro.
Welington joue son premier match dans le championnat du Brésil le 25 février 2021 contre le CR Flamengo. Il est titularisé et son équipe l'emporte par deux buts à un.

### Southampton FC
En janvier 2025, lors du mercato hivernal, Welington rejoint l'Angleterre en signant en faveur du Southampton FC.

### En sélection
Welington représente l'équipe du Brésil des moins de 20 ans, étant appelé pour la première fois en octobre 2020. Avec cette sélection il joue trois matchs, tous en 2020.